# 중2병이라도 사랑이 하고 싶어! 테이크 온 미
《중2병이라도 사랑이 하고 싶어! 테이크 온 미》(映画　中二病でも恋がしたい！ Take On Me, Love, Chunibyo And Other Delusions - Take on Me)는 일본에서 제작된 이시하라 타츠야 감독의 2018년 애니메이션 영화이다. 우치다 마아야 등이 주연으로 출연하였다. 이 영화는 2018년 1월 6일 일본에서 초연되었으며 센타이 필름웍스와 매드맨 엔터테인먼트에 의해 라이선스되었다.

## 출연

### 주연
- 우치다 마아야
- 후쿠야마 쥰
- 아카사키 치나츠
- 아사쿠라 아즈미
- 우에사카 스미레

## 기타
- 원작자: 토라코
- 미술: 시노하라 무츠오